# Кандалы (роман)
Кандалы — роман в трёх частях русского писателя, поэта и прозаика С. Г. Скитальца (Петрова), написанный в 1940 году в жанре реализма, и изданный в том же году в журнале «Октябрь».

## Сюжет

### Часть первая
Ранняя весна в селе Займище на Волге. Маленький Вукол бежит играть к дворовым ребятишкам. Хулиган Таторка отнимает у него подаренные родителями часы, ломает их, издевается над Вуколом. Родители (Елизар и Мария) ругают его за испачканную одежду. Вечером идут в гости к Романевым, Вукол дружен с девочкой Пашкой. Ночью у Оферовых, соседей Вукола, случается пожар.
Через некоторое время шестилетний Вукол живёт у дедушки Матвея и бабушки Анны в деревне Займище. В избе также живут друг и дядя Вукола Лавруша (погодок), тётя Настя, молодая девушка, дядя Яфим. Возвращается отец Вукола Елизар, 3 года проведший в ссылке на Колыме; от привез детишкам книги. Некий купец отнял у крестьян Дуброву, они послали Елизара, как грамотного, в город, похлопотать о справедливости; в городе же Елизара посадили как смутьяна.
Яфиму нашли невесту Анну Ондревну на Мещанских Хуторах, сыграли свадьбу.
По весне дед Матвей с сыновьями отправились на пашню, её арендовали на сорок лет три семьи Листратовых — и разбогатели от этого. С утра дед со внуками едет на покос; они разговаривают о лесе — раньше он принадлежал барину, а после его смерти стал общим, крестьянским. На обратном пути дед демонстрирует богатырскую силу, вытаскивая застрявших в грязи коня Чалку и телегу, полную травы. Подростки убегают на озеро, где встречают Груню — 16-летнюю дочь богатых Листратовых. Позже на дороге они встречают Елизара и местного мельника Амоса Челяка; Елизар говорит о науке, свете разума и мечтает о паровом самолёте, говорит, что скоро «…перевернется весь мир, всю работу будет исполнять машина, а человеку останется только один — самый высший труд — мысль!». Челяк испытывает «самолёт» собственной конструкции, спрыгнув с ним с обрыва. Несмотря на жесткое приземление, он цел. На местном празднике Груня дарит Вуколу удочку.
Вукол с родителями переезжает в город. Зимой Елизар учит сына счёту и грамоте. Через пару лет сосед-музыкант учит Вукола музыке, берет его в театр, где Вукол вскоре начинает играть небольшие роли. Лавр идёт в школу, на следующий год в школу идёт Вукол.
Вукол собирает щепки на растопку возле церкви; это не запрещается, так как церковь «общая», но поп, увидев это, запрещает брать щепу и выясняет, где живёт Вукол. Вечером поп вызывает к себе Елизара, говоря, что его сын пытался похитить церковное имущество, советует Елизару почаще ходить в церковь. Елизар сдерживает гнев, учтиво говорит, что послушается. Вечером Лавр сообщает, что царя убили.
Летом Лавр и Вукола едут через лес; Лавр говорит, что купец начал рыть канаву, чтобы огородить крестьянский лес. Вукол из озорства поджигает стог сена и сознаётся в этом прискакавшему дежурному при пожарном лабазе Абраму. В деревне Абрам сообщает, что объявился наследник умершего барина, который хочет судиться с ними из-за леса. Стог не сгорел, его затушил дождь. Бабушка Анна заразилась от овцы сибирской язвой и умерла. Она является деду Матвею во сне, и вскоре он тяжело заболевает.
Трофим Яковлич Неулыбов, богатей-тысячник, женит своего приемного сына Федора на Груне Листратовой, устраивает пир на всю деревню. Завялов, деловой партнёр Неулыбова, в разгар веселья сообщает, что он разорён и подставил Неулыбова: новые землевладельцы повышают аренду, он должен 60 000 рублей, а Неулыбов является поручителем Завьялова. Трофим говорит, что паровую мельницу запустят через неделю, сразу получат первые деньги, и вскоре смогут отдать долги, но Завьялов уверяет, что отсрочку им не дадут. Груня слышит этот разговор. Дом загорается, все пьяны и едва успевают выйти из дома, который сгорает целиком. Приехавшие чиновники описали недостроенную мельницу, отобрали сад, наложили арест на остаток денег в банке — Неулыбовы разорены. Фёдор скандалит, Груня замыкается в себе и понемногу сходит с ума. Её на пароходе везут в город, в лечебницу для душевнобольных; ночью она выбирается из каюты и прыгает в Волгу на глазах у Фёдора. Тело её находят много позже.
Лавр и Вукол закончили школу, встречаются в деревне. Дед Матвей умирает. Вукол уезжает в город, продолжать обучение.

### Часть вторая
Вукол и Иван Челяк (сын мельника Амоса) поступают в педагогический институт. Вукол лучше всех пишет сочинение, Иван — хуже всех. Иван не поступает, возвращается домой, ссорится с отцом, уходит из дома, присоединяется к артели грузчиков. Там его примечают директор и зовёт в качестве циркового силача.
Вукол живёт на квартире с товарищами (Василий Солдатов, Клим Бушуев и Сашка Жигулев), все вместе они начинают тайно читать запрещенные книги, назвав это «кружком саморазвития». Клим стал писать пламенно-революционные стихи. В один из вечеров к ним приходит астраханский казак Гаврилов, по прозванию «граф», читает стихи, приглашает ребят к себе (он живёт у монастырского кладбища), хочет показать стихи знакомому поэту Левитову. На встрече ведут «опасные» разговоры о начальстве, учителях и директоре института, дворянстве и царе. Вукол играет на скрипке, Клим читает свои «народные» стихи. Позже, когда все расходятся, Левитов замечает неподалёку «шпиков», Левитов, Клим, Вукол и Фита убегают через кладбище, забираются в склеп, садятся играть в карты при свечах. Левитов проигрывает, сердится, ругает гроб и покойника; вдруг раздаётся удар колокола, похожий в склепе на стон, свеча гаснет, все бросаются к выходу, но Левитова кто-то схватил и держит. Позже его нашли в могильном склепе зацепившимся платьем за длинный гвоздь — он умер от разрыва сердца.
После смерти деда Матвея происходит дележ наследства; Яфиму строят хату, Лавр женится на Пашке Романевой. Лавру не везёт, сначала тонет беременная кобылица, потом на базаре крадут коня.
Вукол, Клим и Сашка встречают Андреева-Бурлака — директора театра, в котором в подростковом возрасте подрабатывал Вукол. Они выпускают первый номер рукописного сатирического журнала. Василий Солдатов приглашает остальных в гости к Филадельфову, который рассказывает о своём революционном прошлом, процессе «ста девяносто трёх». Там же присутствует Александр Иваныч, «террорист». Молодежь ведет подпольную деятельность, читает запрещённые книги. Однажды директор института вызывает к себе Вукола, говорит, что знает о его деятельности и знакомстве с Филадельфовым, грозит исключением.
Вукол возвращается домой на летние каникулы. Они говорят с отцом о «подпольных делах». Елизару ночью снится сон о казни Вукола, утром он просит сына быть осторожнее. Таторку арестовали за убийство, этапируют в город. Вукол встречается с Лавром, они беседуют о земле. Утром Вукол читает пришедшим повидаться с ним крестьянам отрывок из «Майской ночи» Гоголя, потом сказку Льва Толстого «Иван-дурак», после — «Хитрую механику», в которой говорится «о несправедливом и бесчестном обирании народа». Книга имеет успех. После Вукол и Кирилл Листратов устраивают «чтения», говорят о проблемах деревни, эксплуатации крестьян, и т. д.
В городе стало неспокойно: прибывают целые партии рабочей и учащейся молодежи, высланной из столиц, где происходили волнения в университетах и даже уличные демонстрации по поводу репрессий правительства. Кирилл был выслан сюда же. В местных учебных заведениях, в том числе и в институте, свирепствовали репрессии. «Граф», Вукол, Клим и Фита были в числе многих навсегда исключены из института, а сам институт прекратил существование. Вукол и Фита поступили в архиерейский хор. Клим стал писцом в арестантском отделении, «Граф» был принят на должность передового труппы Андреева-Бурлака, Фита поступил в опереточный хор.
Кирилл и Ирина поженились. Ильин уезжает в Италию, в певческую школу. Иван Челяк, уже известный силач и борец, встречается с Вуколом, они вспоминают детство, говорят о спорте. Вечером идут в цирк, где Иван борется в Чёрной маске.
Владимир Буслаев возвращается в Кандалы на лето. Он твердо решил идти в народные учителя не с революционной пропагандой, но с целью создать в крестьянстве просвещенное поколение.

### Часть третья
Кирилл превратился почти в профессионального подпольщика-революционера. Кирилл, Ильин и «граф» встречаются, граф забирает стихи Кирилла и уезжает. Все идут в театр на выступление; вечер оказывается сорван прибывшим нарядом полиции. Клим исчезает.
Вукол приезжает в Кандалы на докторское место, он был врачом на русско-японской войне. Ямщик, подвозящий Вукола, сетует на войну («Сколь народу-то испорчено!., а для чего?»), жалуется, что библиотеку закрыл поп. Владимир Буслаев стал учителем. «Трезвенники» (слой новой мужицкой молодежи, которую вскоре стали называть «сознательными» или «трезвенниками»), узнав о приезде Вукола, собираются, слушают его выступление.
Алексей Оферов, друг Челяка, разговаривает с Вуколом, они говорят о волнении в народе и «шатании ума», о жадности духовенства.
В Займище появились признаки городской культуры, открылась школа, появилась библиотека-читальня, появляется общество «трезвенников». Лавр чувствует к ним недоверие, но вскоре присоединяется к ним. Лавр попадает на губернский банкет в числе уполномоченных от крестьян восемнадцати волостей уезда, где слово дают помещикам, купцам и «подставным» крестьянам; они обвиняют крестьян в лени и пьянстве, сем вызывают их сильное недовольство. Лавр выступает и говорит: «мы хотим жить человеческой жизнью!». Съезд постановил закрыть в Кандалах казенную винную лавку.
Ссыльный писатель Клим Бушуев поселился вместе с Вуколом у Неулыбова (после пожара остался относительно целым каменный первый этаж). По вечерам к ним приезжает Амос Челяк.
После Кровавого воскресенья в Народном доме в Кандалах собирается толпа крестьян. Председателем правления общества единогласно был избран Вукол. В Займище появились молодые рабочие, выступавшие на деревенских собраниях, призывая отомстить за кровь тысяч рабочих. В течение всей зимы прибывала из города в Займище и Кандалы подпольная литература. Началась подготовка к вооружённому восстанию. Летом прошел слух о вооруженном восстании матросов на броненосце «Потёмкин». В Кандалах впервые состоялся объединённый митинг рабочих и крестьян. Лаврентий Ширяев произносит речь о царском манифесте без земли, о восстании матросов, о всероссийской забастовке.
Вскоре после выхода царского манифеста в воскресенье после обедни толпа, не менее тысячи человек, остановила попа отслужить благодарственный молебен. Поп согласился. По окончании молебна на просьбу отслужить панихиду павшим борцам поп отказывается. Толпа с революционными песнями идёт к Народному дому. На них нападает толпа парней человек в пятьдесят, вооруженных палками, кольями, ломами и железными лопатами. На колокольне кто-то ударил в набат. Удельный сторож Стрельцов призывает всех бить «скубентов» [студентов], особенно Челяка, утверждая, что «царскую бумагу подменили». Священник утверждает, что панихиду по революционерам он не служил, а молебен действительно отслужил, но его самого обманули доктор (Вукол) и Челяк.
Толпа приходит к Вуколу, он пытается успокоить её, но его избивают, но останавливаются, вспомнив, сколько он сделал для них. Вукол начал «оправдываться», но толпа не может его понять. Вукола посадили в бричку, велев уезжать, пока цел. Толпа убивает невинную учительницу Сашеньку, громит дом Челяка, но сам Челяк успел спрятаться.
В конце октября 1905 года забастовочное движение пошло на убыль, зато крестьяне перешли к разгрому помещичьих усадеб. Лаврентий оповестил восемнадцать волостей о необходимости экстренного крестьянского съезда. Народный Совет съезда Кандалинской волости постановляет: царского правительства не признавать, с его законами не считаться, действия царского правительства считать вредными для народа, и объявляет свою волость управляющейся самим народом. Всю ночь шла запись на получение оружия, записалось до трехсот человек. Этой же ночью Лаврентий и Солдатов выехали в город.
Депутация «трезвенников» с участием Лаврентия посетила Вукола Буслаева, лежавшего в городской больнице. У Клима обыск, забирают рукопись. Через две недели — второй обыск, Клима садят в тюрьму, где он вскоре заболевает тифом.
В Займище собрание, толпа решает идти в Кандалы выбирать старосту. В Кандалах Лаврентий сказал большую речь: что они сделали у себя в Займище, как сместили земского и старшину, какие завели порядки, какие написали законы. Утром прибывает большой отряд оренбургских казаков, во главе с вице-губернатором. Начинаются переговоры, вице-губернатор убеждает крестьян восстановить порядок. Те отвечают отказом, и он возвращается к отряду, а потом уезжает. Приехали казаки, спокойно разместились по квартирам, держались вежливо, никого не допрашивали и не арестовывали.
Когда московское восстание было окончательно подавлено, по всей России началась расправа с бывшими «бунтовщиками», стали действовать военные суды. Привлекли и зачинщиков Кандалинской республики, существовавшей только тринадцать дней. В Кандалах арестовали девятнадцать зачинщиков, а в Займище — Лаврентия и Елизара. Учителя Владимира Буслаева увезли в город ещё раньше. Солдатов из города не вернулся.
Лаврентия и Елизара ссылают в Сибирь.

### Эпилог
Судебная палата, разбирая дело о Кандалинской республике, была убеждена, что принятые законы и порядки были навязаны крестьянам опытными революционерами. Вову Буслаева приговорили к пожизненной ссылке в Восточную Сибирь. 21 арестованный подверглись административному воздействию. 19 из них весной были освобождены из тюрьмы, а Елизар Буслаев и Лаврентий Ширяев без суда и следствия получили ссылку в пределы Архангельской губернии.
Амос Челяк вернулся домой через несколько месяцев, починил дом, про революцию помалкивал. Лаврентий написал из тюрьмы письмо, перечислив свою «вину»: забили двери царева кабака, взяли лес под свою опеку, устав от бессовестного поведения волостных старшин и писарей, сменили «волостных опивалов и ограблялов», заявили попу, что «земной рай нам самим надобен».

## Персонажи

### Буслаевы
- Елизар Буслаев, грамотный крестьянин, бывший 3 года в ссылке за поиск правды в городе.
- Мария, жена Елизара
- Вукол, старший сын Елизара
- Владимир, младший сын Елизара

### Ширяевы
- Анна, бабушка Вукола, мать Марии Буслаевой
- Матвей, дедушка Вукола, отец Марии Буслаевой
- Лавр, дядя-погодок Вукола, брат Елизара
- Яфим, дядя Вукола, брат Елизара
- Ондревна, жена Яфима.

### Листратовы
Первый дом:
- Василий Листратов — «молчаливый высокий старик в кудрявой седине с чернью, со строгими огневыми глазами».
- Акулина Васильевна, жена Василия — «дородная, с двумя могучими, черными с проседью, косами вокруг головы, с черными усиками на верхней губе, смуглая»
- Иван, сын Василия — «красавец великан, <…> шутник, балагур, сказочник и бабник».
- Груня, дочь Василия, местная красавица, жена Фёдора Неулыбова. Сошла с ума и утонула.

Второй дом
- Павел Листратов — «толстый, огненнорыжий здоровяк с басищем как из бочки, с аляповатым, толстогубым лицом».
- Кирилл, сын Павла
- Жена и иные дети

Третий дом:
- Онтон Листратов, бессемейный, зажиточный бобыль.

### Иные персонажи
- Трофим Яковлич Неулыбов, богатей-тысячник, строивший паровую мельницу, имевший фруктовый сад в двадцать десятин, ведший хлебную торговлю в компании с кандалинским воротилой Завяловым. Разорился, так как был поручителем Завьялова, задолжавшего арендаторам 60 000.
- Фёдор Неулыбов, приёмный сын Трофима, муж Груни.
- Амос Челяк, мельник, местный изобретатель
- Иван Челяк, сын Амоса.
- Василий Солдатов, Клим Бушуев и Сашка Жигулев (по прозвищу «Фита») — сокурсники Вукола, все вчетвером живут у матери Василия Солдатова.
- Казак Гаврилов по прозвищу «Граф», вольнодумец.
- Левитов, «вольнодумец», сын состоятельного попа, оставлен на второй год на втором курсе духовной семинарии.
- Василий Васильевич Филадельфов, «вольнодумец», «очень некрасив: приземистый, сутуловатый, <…> с белокурой бородкой „а ля Христос“ и длинными, слегка вьющимися густыми волосами. Но некрасивое скуластое лицо это было полно ума, оживления и выразительности. Он часто смеялся и все время шутил…». Нигде не служил, жил неизвестно на какие средства, находился под гласным надзором, а в прошлом участвовал в знаменитом процессе «ста девяносто трех».
- Николай Иванович Ильин, «вольнодумец», после распада «кружка» учился в Италии, поступил на сцену Мариинского театра.

## Историческая основа
В основу романа легли реальные исторические события, происходившие в Среднем Поволжье в канун революции 1905 года — основание «Старо-Буянской республики» в Самарской губернии. Центром революционного движения в Старо-Буянской волости было село Царевщина, расположенное в тридцати километрах от Самары. От крестьянского кружка самообразования народ перешёл к революционной работе, 22 октября 1905 года в Старом Буяне состоялась политическая демонстрация, 12 ноября в волостное село Старый Буян пришли крестьяне восставшей Царевщины. В местном училище состоялось собрание крестьян обоих сел, на следующий день были назначены выборы сельских должностных лиц (волостного старшины, его помощника и писаря) уполномоченными от всех десяти сельских обществ, входящих в состав Старо-Буянской волости. Однако жители Царевщины отказались участвовать в выборах, требуя, чтобы выборы были проведены не уполномоченными, а всем населением. Была принята «конституция» республики — «Временный закон по Старо-Буянскому волостному самоуправлению», в разработке которого активное участие принимал брат Скитальца — В. Петров, работавший сельским учителем.

## Критика
Во вступительной статье критика А. Трегубова говорится, что тема революционной борьбы крестьян за землю, за политические свободы всегда была близка автору, но содержание романа шире политической борьбы крестьян — читатель видит жизнь трех поколений крестьян. Скиталец назвал свой роман историческим сказом, желая подчеркнуть масштаб и эпичность повествования, жизненность большинства фактов, составивших основу романа.
Автору удалось выразительно показать патриархальный быт глухих поволжских сел, деревенские обычаи, праздники, свадьбы, игры, патриархальный уклад больших семей, где молодежь покорно подчинялась воле стариков, картины крестьянской жизни, а также не только зарисовать повседневную жизнь крестьян, но и уловить сложные процессы, происходившие в русской деревне начала XX века. Одни персонажи (Яфим, Лавр, Ондревна, Паша) продолжают прочно держаться за землю, другие, такие как Елизар, уже мечутся от села к городу в поисках случайного заработка; а молодежь — Вукол, Кирилл, Иван Челяк и другие — уходит из деревни в город, получая образование и становясь русской демократической интеллигенцией.
Тема талантливости и творческой одарённости русского народа занимает одно из центральных мест романа, Елизар и Челяк-старший являются мечтателями-самоучками, желающими изменить мир, чтобы работу за человека выполняла машина.
Лирично автор описывает русскую природу, мощь Волги, широкие вольготные степные просторы. Богата и насыщена речь крестьян, пересыпанная пословицами и поговорками.
Наиболее яркие страницы романа посвящены созданию Кандалинской республики, и, несмотря на то, что «республика» была разгромлена, а зачинщики смуты наказаны, конец романа полон оптимизма.